# Players (2024)
Players (bra: Jogos de Amor; prt: Players) é um filme de comédia romântica americano de 2024 dirigido por Trish Sie e escrito por Whit Anderson. É estrelado por Gina Rodriguez, Damon Wayans Jr., Joel Courtney, Augustus Prew, Liza Koshy, Ego Nwodim, Marin Hinkle e Tom Ellis. Foi lançado pela Netflix em 14 de fevereiro de 2024.

## Premissa
Mack, uma escritora esportiva de Nova York, passa seu tempo fazendo esquemas de pegação ao lado de Adam, seu melhor amigo. Quando Mack conhece Nick, um de seus alvos, Mack toma a decisão de que está pronta para um relacionamento. Adam, juntamente com seus outros amigos, decide ajudar Mack a convencer Nick de que ela é sua mulher ideal.

## Enredo
Mack é uma jornalista esportiva de 33 anos de Nova York conhecida por seus 'joguinhos', brincadeiras complexas para arrumar encontros para ela e seus amigos – o melhor amigo Adam, o colega de trabalho Brannagan e seu irmão Little/Menor. Enquanto aproveita a vida, ela ainda anseia por um relacionamento mais sério. Ela espera encontrar um em Nick, um sofisticado correspondente homem de negócios que acaba de ingressar no jornal. Os dois fazem sexo, mas Mack fica desapontada ao descobrir que ele a considera apenas um caso de uma noite. Ela convence Adam a ajudá-la a conquistar Nick. O quarteto pesquisa os hábitos e preferências de Nick e acaba criando um joguinho chamado ‘The Flurry’.
O jogo começa com Mack esbarrando intencionalmente em Nick, mas ignorando-o, atraindo sua atenção. Depois de descobrir que ele vai ter um terceiro encontro com outra garota, o grupo – tendo também recrutado a secretária do jornal, Ashley – planeja cancelar seu encontro em caso de emergência, permitindo que Mack ocupe seu lugar. Os dois começam a namorar, enquanto Adam começa a sair com uma nova garota, Claire. Nervosa em negociar, ela convence Adam a fazer um joguinho com ela no brunch, no qual ele relutantemente concorda, mas a alerta para levar o relacionamento mais a sério. Durante o brunch, Mack e Adam demonstram ter química natural e uma longa história de amizade juntos, deixando Claire desconfortável com a proximidade entre eles.
Mack escreve um artigo sobre as memórias esportivas favoritas dos nova-iorquinos, pedindo a Adam e Nick que leiam um rascunho. Embora Adam imediatamente leia e ame a obra, Nick demora a lê-la enquanto trabalha em seu último manuscrito. Em um evento de gala onde Nick está recebendo um prêmio humanitário da UNICEF, Mack revela que Nick reescreveu totalmente seu artigo, em vez de apenas dar um feedback. Adam fica chateado com o tratamento que Nick dá a ela e sai furioso. Mack e Nick brigam por causa do artigo naquela noite, onde Nick revela que seu emprego pode estar em perigo na próxima rodada de demissões no jornal. Os dois terminam e Mack envia sua versão da história, que seu editor adora, designando-a para trabalhar em um jogo dos Yankees pela primeira vez.
Enquanto o grupo – menos Adam – comemora o sucesso de Mack, eles veem Claire com outro homem. Depois de ir falar com ela, Claire revela que terminou com Adam após o brunch, sem o conhecimento do grupo. Ela diz a Mack que eles terminaram porque Claire percebeu que Adam estava apaixonado por Mack; Mack inicialmente não assume, mas acaba admitindo que também sente algo por ele. Adam evita contato com Mack, mas concorda em ajudar Ashley a surpreender Menor - com quem ela começou a namorar - com ingressos para o jogo em que Mack está trabalhando. Para a surpresa de Adam, ele é na verdade o alvo do joguinho: deixar Mack confessar seu amor fora do estádio. Os dois se beijam antes de Mack sair correndo para trabalhar no jogo.

## Elenco
- Gina Rodriguez como Mack
- Damon Wayans Jr. como Adam
- Tom Ellis como Nick
- Augustus Prew como Brannagan
- Joel Courtney como Little (Menor)
- Liza Koshy como Ashley
- Ego Nwodim como Claire
- Marin Hinkle como Karen Kirk
- Brock O'Hurn como Brady Stratton

## Produção
Em março de 2021, foi relatado que Gina Rodriguez, Damon Wayans Jr. e Tom Ellis estrelariam o filme. Players foi produzido pela Marc Platt Productions e Campfire Studios. As gravações aconteceram em Nova York de julho a setembro de 2021.

## Lançamento
O filme foi lançado pela Netflix em 14 de fevereiro de 2024.

## Recepção
No site agregador de críticas Rotten Tomatoes, 50% das 28 avaliações são positivas, com uma classificação média de 4,5/10. O consenso do site diz: "Players prova que Gina Rodriguez continua sendo uma protagonista totalmente charmosa, mesmo que esses encantos não sejam suficientes para compensar uma trama frustrantemente previsível." O Metacritic, que usa uma média ponderada, atribuiu ao filme uma pontuação de 52 em 100, com base em 10 críticos, indicando críticas "mistas ou médias".